# Janette Colas
Janette Colas est une résistante nivernaise, née à Clamecy le 17 mars 1918, ayant joué un rôle actif dans la Résistance contre l'Occupation allemande, pendant la Seconde Guerre mondiale, dans le Morvan. Elle est décédée le 12 novembre 2011 à Clamecy.

## Jeunesse et formation
Fille d'un fonctionnaire, son éducation est imprégnée des valeurs républicaines, civiques et patriotiques. Après l'obtention d'un brevet d'enseignement supérieur, elle est, à la mort de son père, contrainte d'abandonner ses études. Elle est admise au concours des PTT, Postes, télégraphes et téléphone et devient téléphoniste à Clamecy.

## Seconde Guerre mondiale

### Premiers engagements (1939-1941)
Janette Colas s'engage dès le début de la guerre pour la défense nationale. En octobre 1939, accompagnée de Georges Moreau, coiffeur à Clamecy et futur chef du Maquis du Loup, elle participe au démantèlement d'un réseau d'espionnage opérant via l'ambassade de Norvège.
Janette Colas est profondément marquée par le massacre de 44 tirailleurs sénégalais et nord-africains à Clamecy le 18 juin 1940.Sous prétexte de l'agression d'un officier allemand par l'un de ces soldats coloniaux, engagés dans la défense de la France, un officier allemand fait exécuter arbitrairement une vingtaine de tirailleurs, puis vingt autres ayant refusé de creuser les tombes. Cette répression s'inscrit dans une série d'exactions similaires, tel que le massacre de Chasselay, et illustre l'idéologie nazie, le racisme et la xénophobie des forces allemandes envers les soldats noirs, perçus comme êtres inférieurs, voire comme des "bêtes sauvages". L'atrocité de cet événement répugne Janette Colas qui s'engage dès lors dans un soutien sans faille à la Résistance face à l'occupant.

### Activités clandestines (1941-1943)
À partir de 1941, face aux exactions et humiliations allemandes devenues régulières, voire systématiques, elle utilise son poste de téléphoniste à Clamecy pour espionner des communications, intercepter des courriers importants et de transmettre des informations aux réseaux clandestins. Elle intercepte notamment les dénonciations anonymes en provenance de la Kommandantur. 
Elle participe à l'organisation de filières d'évasion avec la confrérie Notre-Dame qui, jusqu'à l'arrestation de ses chefs en février 1942, permet à une quarantaine de clandestins de passer au sud de la ligne de démarcation. Janette Colas participe également à la résistance en diffusant des tracts et journaux.
Entre juin 1942 et mars 1943, Janette Colas assure la liaison avec les hommes de  Georges Moreau, qui avait dû fuir face à la pression allemande. À la poste de Clamecy, elle est une employée modèle et n'est jamais inquiétée.

En novembre 1943, alors que toutes les commémorations patriotiques sont interdites, Janette Colas, aux côtés d'autres membres de la résistance locale, participe, à Clamecy, à la préparation d'un hommage rendu aux tirailleurs massacrés en juin 1940. Elle contribue à la réalisation d'une composition florale en forme de Croix de Lorraine et à la confection de drapeaux alliés placés sur la fosse commune de ces tirailleurs .

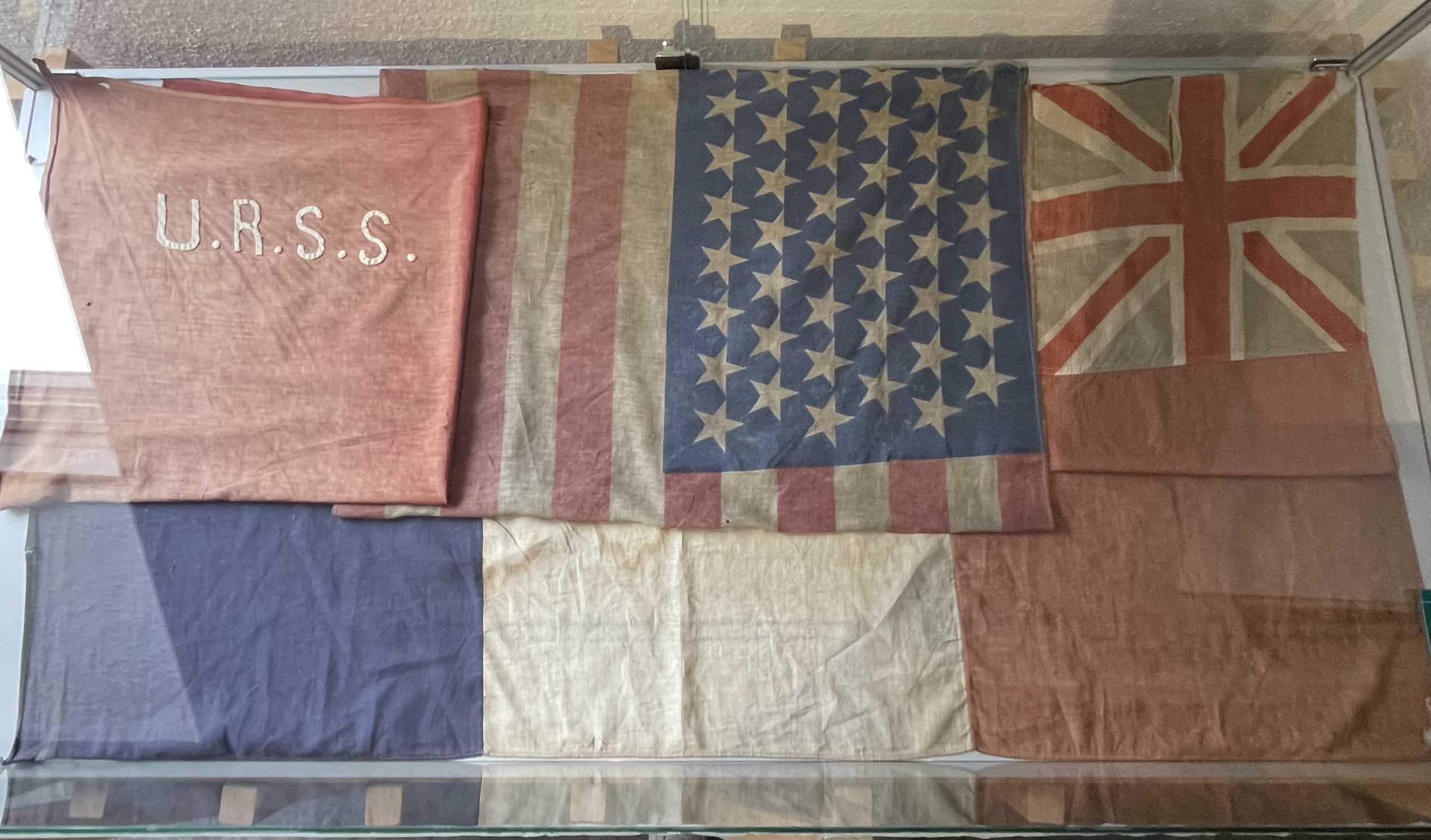
Drapeaux confectionnés en novembre 1943 à Clamecy et déposés sur la fosse commune où ont été enterrés les tirailleurs massacrés le 18 juin 1940 - Exposés au Musée de la Résistance en Morvan, à Saint-Brisson, 58230.

### Liaison avec le maquis Le Loup (1944)
En avril 1944, Georges Moreau installe et dirige au lieu-dit de La Cage au Loup, à Creux, commune de Villiers-sur-Yonne, le maquis du Loup. Une ligne téléphonique clandestine y est installée et permet la liaison des maquisards avec la poste de Clamecy, où œuvre Janette Colas. Le développement de ces lignes de communication clandestines permet la liaison entre les différents maquis. Janette Colas communique activement avec l'état-major de la Nièvre basé au maquis Bernard à Ouroux-en-Morvan.

Le 19 août 1944, c'est elle qui avertit la Résistance du départ imminent des troupes allemandes de Clamecy, ce qui permet aux maquisards de prendre la ville. Elle quitte son poste officiel pour devenir la secrétaire de Georges Moreau, contribuant à la mise en place du Comité départemental de libération (CDL). Elle revient à Clamecy en septembre 1944 pour assurer la coordination entre les différents groupes de résistants locaux.

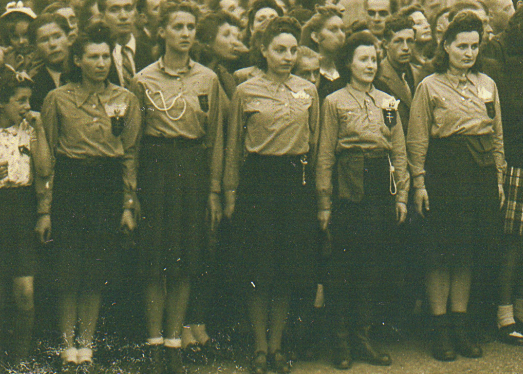
Femmes du Maquis du Loup le 17 septembre 1944. De gauche à droite, Solange Matignon, Huguette Poirier, Janette Colas, Louisette Moreau, Colette Moreau.

## Après-guerre et Mémoire
À partir de janvier 1945, Janette Colas reprend son activité à la Poste de Clamecy. Par la suite, elle s'engage activement en faveur de la transmission de cette histoire et de cette mémoire, au sein de l'Amicale du Maquis du Loup et de l'Association pour la Recherche sur l'Occupation et la Résistance en Morvan (ARORM), à Saint-Brisson. Elle s'implique activement au sein de cette association et en devient, pendant de très nombreuses années, la trésorière. Aux côtés d'anciens résistants, résistantes et historiens de l'Université de Bourgogne, elle participe à la création du musée de la Résistance en Morvan, inauguré en 1983 par François Mitterrand.

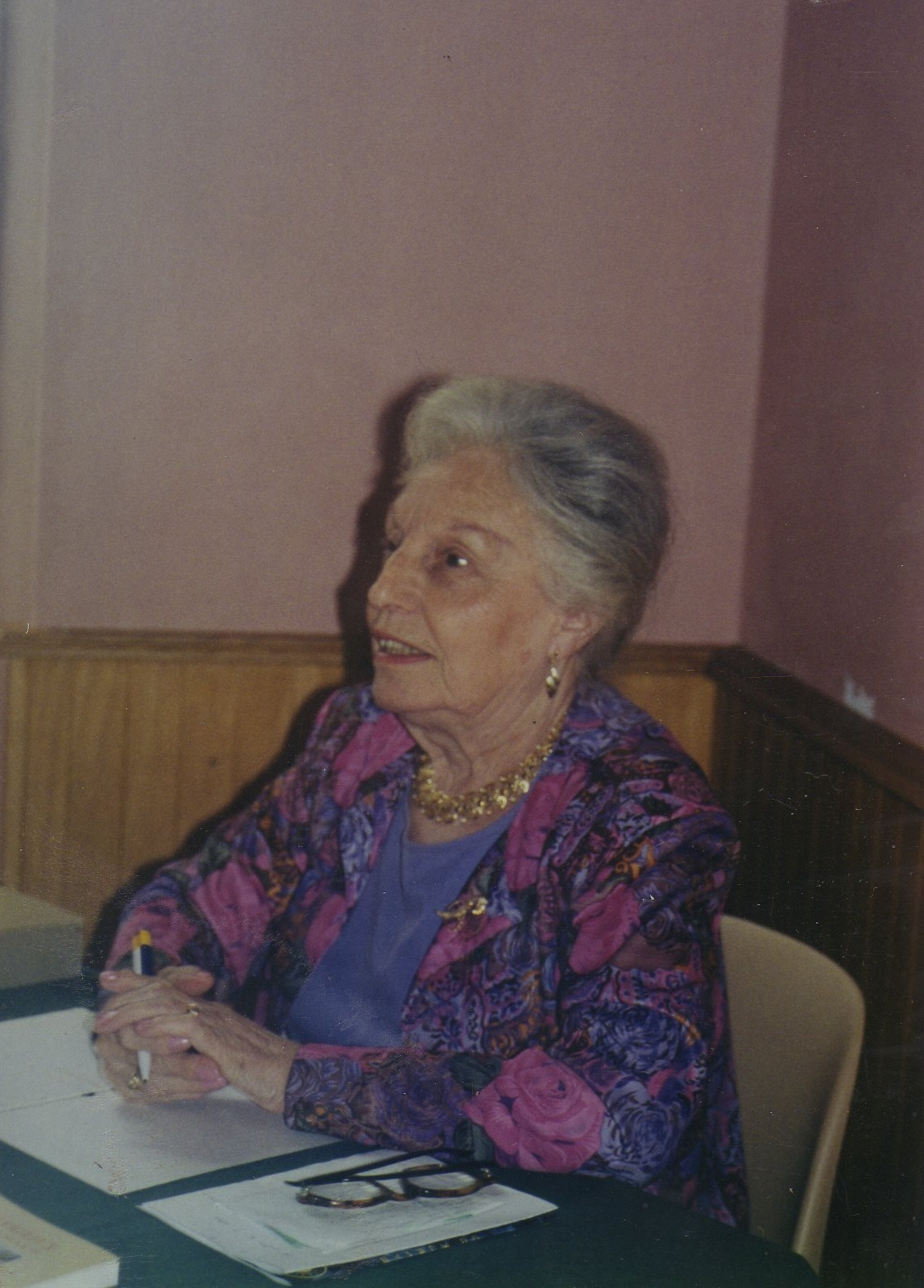
Janette Colas à Dun-les-Places le 26 juin 1999 lors de la cérémonie commémorative en hommage aux fusillés du 26 juin 1944.

Avec l'ARORM, elle participe à retracer l'histoire de la Résistance en Morvan et témoigne notamment de son engagement durant la guerre. En 2009 elle contribue à l'ouvrage Le Morvan pendant la Seconde Guerre mondiale, avec un article intitulé "L'audace incarnée : Le Loup et son maquis".

## Hommages et postérité
Quelques années après son décès survenu en 2011, une plaque commémorative en son honneur est apposée sur la façade de l'ancien bureau de poste de la ville de Clamecy. Le 19 août 2019, soit 75 ans après la libération de la ville, Claudine Boisorieux, maire de la ville, Marie-Loup Moreau, fille de Georges Moreau et Jean Vigreux, historien et professeur d'histoire contemporaine à l'Université de Bourgogne, rendent hommage à Janette Colas en dévoilant cette plaque sur laquelle il est écrit : "Janette Colas, résistante de la première heure et pour toujours 1918-2011".

## Articles de Presse
- BRERARD Pierre, "Un hommage vibrant et mérité à Janette Colas, héroïque résistante de Clamecy", Le journal du Centre, 20 août 2019 https://www.lejdc.fr/clamecy-58500/actualites/un-hommage-vibrant-et-merite-a-janette-colas-heroique-resistante-de-clamecy_13625944/, consulté le 24 juillet 2025.
- BRUNET Laure & PETIT Emilie, "La Résistance en Bourgogne, c'est aussi une histoire de femmes", Le Journal du Centre, 8 mars 2015, en ligne https://www.lejdc.fr/clamecy-58500/actualites/la-resistance-en-bourgogne-c-est-aussi-une-histoire-de-femmes_11354046/, consulté le 25 juillet 2025.
- MARQUET Géraldine & CALLEWAERT Aurore, "Femmes et Résistance", Vents du Morvan, N°95, été 2025, p.43 à 47.
- FORGES Alice, "Des ateliers pour créer les fiches Wikipédia de résistantes du Morvan", Le Journal du Centre, 18 février 2025, https://www.lejdc.fr/saint-brisson-58230/loisirs/des-ateliers-pour-creer-les-fiches-wikipedia-de-resistantes-du-morvan_14636424/ consulté le 24 juillet 2025.
- "Varzy. Hommage aux femmes du maquis du Loup", Le Journal du Centre, 19/03/2025. https://www.lejdc.fr/varzy-58210/loisirs/hommage-aux-femmes-du-maquis-du-loup_14657134/, consulté le 24 juillet 2025.
- VIRON Clément, "Dans le Morvan, des femmes engagées dans la Résistance auront bientôt leur page Wikipédia", Ici Auxerre, 09/11/2025, en ligne https://www.francebleu.fr/infos/insolite/dans-le-morvan-des-femmes-engagees-dans-la-resistance-auront-bientot-leur-page-wikipedia-6683379, consulté le 25 juillet 2025.
- https://www.radiofrance.fr/franceinter/podcasts/carnets-de-campagne/carnets-de-campagne-du-mercredi-22-janvier-2025-1651636